# Список станцій Бакинського метрополітену
Це список станцій Бакинського метрополітену — системи ліній метрополітену в Баку (Азербайджан).

## Лінії та станції
Незважаючи на наявність двох ліній, рух здійснюється не окремо для кожної лінії, а за Y-подібною схемою.

### Червона лінія (азерб.Qırmızı Хətt)
| Станція             | Дата відкриття        | Виходи                                            | Колишня назва      | Вид станції |
| ------------------- | --------------------- | ------------------------------------------------- | ------------------ | ----------- |
| «Ічері-Шехер»       | 6 листопада 1967 року |                                                   | «Баки Совєти»      |             |
| «Сахіл»             | 6 листопада 1967 року |                                                   | «26 Баки комісари» |             |
| «28 Травня»         | 6 листопада 1967 року |                                                   | «28 Квітня»        |             |
| «Гянджлік»          | 6 листопада 1967 року | вулиця Фаталі Хана Хойского і проспект Ататюрка   |                    |             |
| «Наріман Наріманов» | 6 листопада 1967 року | вулиця Тебріз і Ага Нейматулла                    |                    |             |
| «Бакміл»            | 28 березня 1979 року  |                                                   | «Електрозавод»     |             |
| «Улдуз»             | 5 травня 1970 року    |                                                   |                    |             |
| «Кероглу»           | 6 листопада 1972 року | залізнична платформа «8-й кілометр» і автостанція | «Мешаді Азізбеков» |             |
| «Кара Караєв»       | 6 листопада 1972 року |                                                   | «Аврора»           |             |
| «Нефтчиляр»         | 6 листопада 1972 року |                                                   |                    |             |
| «Халглар-Достлугу»  | 28 квітня 1989 року   |                                                   |                    |             |
| «Ахмедлі»           | 28 квітня 1989 року   |                                                   |                    |             |
| «Азі Асланов»       | 10 грудня 2002 року   | вулиця Худу Мамедова і Мухаммеда Хаді             |                    |             |

### Зелена лінія (азерб.Yaşıl Хətt)
| Станція             | Дата відкриття      | Виходи                          | Колишня назва             | Вид станції |
| ------------------- | ------------------- | ------------------------------- | ------------------------- | ----------- |
| «Нізамі Гянджеві»   | 31 грудня 1976 року |                                 |                           |             |
| «Елмляр Академіяси» | 31 грудня 1985 року |                                 |                           |             |
| «Іншаатчилар»       | 31 грудня 1985 року |                                 |                           |             |
| «20 Січня»          | 31 грудня 1985 року |                                 | «Площа 11 Червоної Армії» |             |
| «Мемар Аджемі»      | 31 грудня 1985 року | вулиця Джавадхан                |                           |             |
| «Насімі»            | 9 жовтня 2008 року  |                                 |                           |             |
| «Азадлиг проспекті» | 30 грудня 2009 року | 8 мікрорайон і проспект Азадлиг |                           |             |
| «Дарнагюль»         | 29 червня 2011 року |                                 |                           |             |

### Зелена лінія. Джафар Джаббарли— Шах Ісмаїл Хатаї
На ділянці «Джафар Джаббарли» — «Шах Ісмаїл Хатаї», рух тимчасово здійснюється двома човниковими поїздами.
| Станція            | Дата відкриття      | Виходи | Колишня назва | Вид станції |
| ------------------ | ------------------- | ------ | ------------- | ----------- |
| «Шах Ісмаїл Хатаї» | 22 лютого 1968 року |        | «Шаумян»      |             |
| «Джафар Джаббарли» | 27 грудня 1993 року |        |               |             |

### Фіолетова лінія (азерб.Bənövşəyi Хətt)
| Станція          | Дата відкриття      | Виходи | Колишня назва | Вид станції |
| ---------------- | ------------------- | ------ | ------------- | ----------- |
| «Мемар Аджемі-2» | 19 квітня 2016 року |        |               |             |
| «Автовокзал»     | 19 квітня 2016 року |        |               |             |
| «8 Листопада»    | 29 травня 2021 року |        |               |             |
| «Ходжасан»       | 23 грудня 2022 року |        |               |             |

## Споруджувані станції
- «М. Хаді»
- «Мехмандаров»
- «Гюнашли»